# Кочетков, Георгий Серафимович
Гео́ргий (Ю́рий) Серафи́мович Кочетко́в (род. 5 октября 1950, Москва) — священник Русской православной церкви, автор книг и статей на богословскую тематику, создатель авторской системы катехизации, основатель и ректор Свято-Филаретовского православно-христианского института (1988—2020), основатель и духовный попечитель Преображенского содружества малых православных братств (с 1990), переводчик на церковный русский язык основных текстов православного богослужения с греческого и церковнославянского языков.
Ещё в 1970-х годах, будучи мирянином, стал разрабатывать собственную систему помощи людям в их подготовке к вступлению в Церковь. Отстаивал необходимость развития общинной жизни, ратовал за создание и развитие православных братств, которые и начал создавать вместе со своими сторонниками. В 1983 году был рукоположён в сан диакона, а в 1989 году — в сан священника. Его деятельность стала подвергаться резкой критике, пик которой пришёлся на 1990-е — начало 2000-х годов. Его основными оппонентами были сектовед Александр Дворкин, архимандрит Тихон (Шевкунов), протоиерей Димитрий Смирнов, главный редактор радиостанции «Радонеж» Евгений Никифоров, а также ряд публицистов, объединившихся вокруг журнала «Благодатный огонь». Критику вызывали богослужение на русском языке, практика еженедельного Причастия, агапы. Также критики находили в его богословских сочинениях еретические воззрения.

## Биография

### Семья, детство
Родился в Москве 5 октября 1950 года в семье инженера-химика Серафима Дмитриевича и экономиста Евгении Кузьминичны (урождённой Кондратьевой). Некоторые родные со стороны отца были репрессированы. Прабабка со стороны отца была дворянкой из рода Бибиковых.
Был крещён с именем Георгий в возрасте 10 лет. Верующим стал в школьные годы, к христианству пришёл во многом через знакомство с искусством, особенно эпохи Возрождения. С седьмого класса школы начал водить экскурсии для своих одноклассников по соборам Кремля, что было для советских школьников редкой возможностью искать ответы на волновавшие их духовные вопросы.
В старших классах смог найти Библию и всю её прочитать:

Одно из самых первых моих впечатлений от чтения Евангелия ещё в 10-м классе (мне открылось это место сразу, как только я в первый раз взял в руки Библию): «Жатвы много, а делателей мало». Меня это пронзило, словно стрелой в сердце. Эта строчка стала для меня как бы главенствующей, я очень ярко почувствовал, что это именно то в духовной жизни, что больше всего «болит».

Тогда же стал посещать православный храм (был прихожанином Богоявленского собора в Москве, а с 1972 года — прихода храма святителя Николая в Кузнецах).
В 1968 году окончил среднюю школу с серебряной медалью. Хотел поступать в духовную семинарию, однако это вызвало резко негативную реакцию со стороны матери, которая работала в оборонном отделе Госплана СССР и, в отличие от сына, хорошо знала, чем грозит в Советском Союзе открытое признание себя верующим человеком. Поступил на общеэкономический факультет Института народного хозяйства им. Г. В. Плеханова.

### Студенческие годы и аспирантура
В 1968 году на вечере памяти святителя Филарета Московского в стенах Московской духовной академии Георгия познакомили с преподавателем Нового завета архимандритом Анатолием (Кузнецовым), который дал ему прочесть катехизис митрополита Филарета Московского, беседу преподобного Серафима Саровского с Мотовиловым и книги отца Александра Меня. Позже, Великим постом 1971 года, он помогал Георгию подготовиться к первому Причастию, а его первому крестнику Александру Копировскому — к крещению.
В конце 1969 года отец Анатолий познакомил Георгия с семьёй Пестовых — Николаем и Зоей, входившими в круг духовных чад отца Алексия и отца Сергия Мечёвых. Благодаря этому знакомству Георгий имел возможность читать книги из семейной библиотеки, общаться с друзьями и знакомыми Пестовых.

Принимали они меня в комнате, где в тридцатые годы тайно совершалась Литургия. Кто только там ни побывал — разные епископы, священники и другие люди, имеющие значение для истории нашей церкви.

Во время учёбы ходил на лекции Вячеслава Глазычева, Юрия Левады, Сергея Аверинцева.
В 1972—1974 годах познакомился с будущими духовными учителями: протоиереем Всеволодом Шпиллером, архимандритом Иоанном (Крестьянкиным), протопресвитером Виталием Боровым и архимандритом Таврионом (Батозским).
Отец Виталий Боровой и отец Всеволод Шпиллер благословили Георгия поступать в аспирантуру. В 1974 году это благословение подтвердил отец Иоанн (Крестьянкин). В этом же году Георгий поступил в аспирантуру Института экономики АН СССР.
С 1974 года Георгий стал регулярно приезжать к отцу Тавриону (Батозскому) в пустыньку (маленький монастырь в лесу под Елгавой в Латвии). Его наставления и богослужебная атмосфера пустыньки во многом повлияли на церковное служение отца Георгия.
С 1975 года стал регулярно ездить в Ленинград на Литургию апостола Иакова, которую раз в год, в день памяти апостола Иакова, совершал митрополит Никодим. Владыка Никодим читал все литургические молитвы вслух, вовлекая церковное собрание в единую общую молитву. С той же целью включения народа в богослужение владыка делал переводы богослужебных текстов. Традиция служить по-русски — не всё, но многое — была и в пустыньке отца Тавриона (Батозского). Эти примеры повлияли на пастырские принципы отца Георгия.

### Духовное образование
На поступление в духовную школу получил благословение протопресвитера Виталия Борового и протоиерея Всеволода Шпиллера.
С 1980 по 1983 год учился в Ленинградской духовной академии (ЛДА), был патриаршим стипендиатом и иподиаконом ректора академии архиепископа Выборгского Кирилла (Гундяева).
Учась в ЛДА, будущий отец Георгий продолжал проводить оглашение и работать над литургическими переводами.
7 апреля 1983 года Юрий Кочетков архиепископом Кириллом был рукоположён в диаконы (целибатом).
В том же году за миссионерскую и катехизическую деятельность был отчислен с последнего курса ЛДА по инициативе ленинградского уполномоченного Совета по делам религий при Совмине СССР. Эти события описаны в книге занимавшего тогда должность инспектора ЛДА архимандрита Августина (Никитина) «Церковь плененная». Архиепископ Кирилл (Гундяев):

Он отчасти был причиной того, что меня вышибли из Ленинграда. Юра Кочетков с моего благословения и с моего согласия, при моей некоторой помощи создавал катехизические кружки в Ленинграде. Он вызывал этим ярость местных властей. И я держал, прикрывал, его и отца Серафима Семкина, такой был тоже трудяга на этой же почве, сколько мог. Он был моим иподьяконом. Но вот однажды я уехал в Финляндию, и в это время произошёл разгром одной из их встреч с баптистами. Я приезжаю — и митрополит Антоний мне заявляет, что он своей резолюцией исключил Кочеткова. И тогда я вступил в некоторый конфликт с митрополитом и с уполномоченным, который тоже был причастен к этому делу, и это была одна из гирек, брошенных на весы судьбы.
Завершить духовное образование Георгий Кочетков смог только в 1990 году, окончив экстерном последний 4-й курс Московской духовной академии. В 1993 году по благословению патриарха Алексия II защитил магистерскую (кандидатскую) диссертацию по пастырскому богословию «Та́инственное введение в православную катехетику» в Свято-Сергиевском православном богословском институте в Париже.

### Рукоположение
С 1978 года отец Иоанн (Крестьянкин), с которым Георгий Кочетков был знаком с 1972 года, стал лично готовить Георгия к принятию сана.
На Благовещение 1983 года в храме Духовной академии состоялась дьяконская хиротония Георгия Кочеткова. Её совершил ректор архиепископ Кирилл (Гундяев). Через несколько недель после дьяконской хиротонии, на Пасху, Георгия должны были рукоположить во пресвитеры, но этому категорически воспротивился уполномоченный Совета по делам религий, и пресвитерскую хиротонию отменили.
После изгнания из Академии в 1983 году диакон Георгий Кочетков попал в чёрные списки «профилактируемых», которые подлежали особому надзору КГБ. Отец Георгий был вынужден устроиться на светскую работу, так как КГБ не давал ему возможности официально служить в храме. Работал и. о. главного бухгалтера Центральной экспериментальной студии при Союзе художников СССР. Неофициально служил чтецом в Знаменском храме в Аксиньине. В мае 1988 года благодаря ходатайству протопресвитера Виталия Борового и митрополита Крутицкого и Коломенского Ювеналия отец Георгий получает возможность служить дьяконом в церкви Рождества Христова в селе Заозерье Московской области под настоятельством протоиерея Виктора Шиповальникова.
Пресвитерская хиротония отца Георгия Кочеткова состоялась 24 сентября 1989 года. Её совершил митрополит Крутицкий и Коломенский Ювеналий в Успенском храме Новодевичьего монастыря.
Первым приходом отца Георгия стал сильно разрушенный Троицкий храм в городе Электроугли. В эти годы в храм к отцу Георгию стали регулярно приезжать гости из разных городов и стран, в том числе Сергей Аверинцев, реэмигранты Наталья и Игорь Сахаровы из Ленинграда и др.

## Оглашение (катехизация)
В 1970-е годы стал помогать своим знакомым в индивидуальной подготовке ко крещению и сознательной жизни по вере — катехизации. С 1978 года начал проводить катехизацию взрослых людей в группах. Первые огласительные встречи проходили в московском доме и на приходе священника Аркадия Шатова (ныне — епископ Пантелеимон).
Кроме цикла регулярных встреч длительностью около восьми недель, оглашение в группах отца Георгия предполагало чтение Священного Писания Нового и Ветхого завета, регулярное участие в вечерних и утренних богослужениях, навык личной молитвы своими словами и исправление жизни в соответствии с библейскими десятью заповедями (декалогом). Из этого опыта позже выросла система оглашения, которая сегодня используется в Преображенском братстве.
В 1980—1983 годах, будучи студентом ЛДА, Георгий Кочетков приводил оглашаемых на богослужение в академический храм. Ректор академии архиепископ Кирилл (Гундяев) (ныне патриарх Московский и всея Руси), читал над ними специальные молитвы по переводам отца Георгия и проповедовал им. Завершивших оглашение архиепископ Кирилл крестил в храме ЛДА.
С 1988 года, когда люди стали массово приходить в церковь, отец Георгий стал раз в два месяца проводить в Москве миссионерские встречи для тех, кто интересовался вопросами веры, церковной жизнью, христианством. Встречи проходили по домам, по квартирам, где собиралось по 60-70 человек. Как правило, после таких встреч начиналось оглашение.
К началу 1990-х годов одновременно набиралось более десяти групп желающих оглашаться, в Преображенском братстве стали появляться другие катехизаторы. Благодаря системе оглашения, созданной отцом Георгием Кочетковым, через катехизацию прошло более 15 000 человек, из них около трёх тысяч входят в Преображенское братство.
С 2010 года под руководством отца Георгия в Свято-Филаретовском институте проводятся ежегодные международные научно-практические конференции по катехизации.

## Переводы текстов православного богослужения
С конца 1970-х годов отец Георгий Кочетков начал русифицировать и переводить на русский язык отдельные части богослужебных текстов с целью сделать их более понятными для всех участников богослужения, как священников, так и мирян.
С 1994 года в издательстве Московской высшей православно-христианской школы выходили русифицированные тексты последований вечерни, утрени и Литургии Иоанна Златоуста; в 1999 году — крещения, миропомазания, Литургий Василия Великого, преждеосвященных Даров, апостола Иакова.
В начале 2000-х годов священник Георгий Кочетков собрал для работы над переводами богослужения с греческих и славянских источников на русский язык группу филологов. До своей болезни и кончины в 2004 году в ней принимал активное участие академик Сергей Аверинцев.
В 2010 году был завершён перевод на литургический русский язык основного корпуса неизменяемых текстов православного богослужения, в том числе богослужений суточного круга, литургий Иоанна Златоуста, Василия Великого, апостола Иакова, основных таинств и треб. Переводы были опубликованы в семитомнике «Православное богослужение» (2007—2010). Издание получило благословение архиепископа Тульчинского и Брацлавского Ионафана. В первом томе издания приведены «Некоторые богословские основания необходимости и возможности перевода богослужебных текстов с древних языков на современные» (с. 5—18)
В часовне Свято-Филаретовского института богослужения ведутся на русском языке с использованием этих переводов. Отец Георгий продолжает работу над дополнением и исправлением существующих переводов.

## Свято-Филаретовский институт
В июле 1988 года священник Георгий Кочетков неофициально открыл Свято-Филаретовский институт. Он стал первым в России богословским вузом, открытым с началом перестройки ещё в советское время.
В 1992 году институт был зарегистрирован как самостоятельное учебное заведение — Московская высшая православно-христианская школа и получил благословение Святейшего патриарха Московского и всея Руси Алексия II.
С момента основания института отец Георгий является его ректором, а также возглавляет кафедру миссиологии, катехетики и гомилетики, преподаёт ряд дисциплин: «Введение в основные понятия православной мистики», «Проблемы миссиологии, катехетики, гомилетики», «Проблемы сакраментологии», «Проблемы экклезиологии», «Проблемы христианской мистики».

## Преображенское братство
Отец Георгий Кочетков — основатель и духовный попечитель духовного движения — Преображенского братства (Преображенского содружества малых православных братств).
В качестве даты основания братства указывается 1990 год. Однако его история восходит к 1970-м годам. Его первыми членами стали друзья и единомышленники отца Георгия. Впоследствии братство стало пополняться людьми, желающими в церкви жить по-братски и находить в ней живое дело и служение.
Основные направления деятельности братства: миссия (свидетельство о Боге и Церкви) и катехизация (научение основам христианской веры, молитвы и жизни, помощь в подготовке к участию в таинствах покаяния, крещения, миропомазания, Евхаристии или в восполнении такой подготовки тем, кто вопреки традиции был крещён и начал участвовать в таинствах Церкви без неё); духовное образование (Преображенское братство поддерживает работу Свято-Филаретовского института); научная и богословская работа (организация научных конференций, семинаров); собирание опыта новомучеников и исповедников российских, общинно-братского движения в церкви; изучение богословского наследия Русского Зарубежья; культурно-просветительские проекты (выставки, встречи, поездки); издательская деятельность; привлечение внимания церкви и общества к преступлениям советского режима с целью их осуждения и принесения покаяния за них; христианское воспитание детей и молодёжи.
Среди известных членов Преображенского братства — протоиерей Павел Адельгейм (по воспоминаниям жены, Веры Адельгейм, протоиерей Павел Адельгейм никогда не говорил, что является членом Преображенского братства), академик Сергей Аверинцев.

## Восстановление храмов
В начале 1990-х, когда начался процесс возвращения церкви отнятых в советское время храмов, Преображенское братство открыло четыре храма в центре Москвы (Владимирский собор бывшего Сретенского монастыря, Рождественский храм бывшего Рождественского монастыря, храм Успения Богородицы в Печатниках и храм прп. Феодора Студита). В 1990 году отец Георгий был назначен настоятелем Владимирского собора бывшего Сретенского монастыря, а спустя год — Успения Пресвятой Богородицы в Печатниках.
В трёх из переданных храмов находились светские организации, с которыми братство договорилось о передаче зданий, хотя они долго не выезжали в другие помещения. В храме прп. Феодора Студита пришлось восстанавливать купола и весь интерьер силами братства.
Почти сразу во всех храмах начали совершаться богослужения. Русифицированное богослужение с проповедью и активным участием мирян, в том числе общим пением и еженедельным Причастием, привлекало всё больше верующих. Это происходило по устному благословению управделами Московской патриархии еп. Арсения (Епифанова).

С самого начала я решил, что надо не реформировать что-то в церкви, а просто служить по совести. И по совести я не мог служить так, как это было принято на всех приходах. Я сразу стал по возможности максимально русифицировать все богослужебные тексты для того, чтобы, во-первых, я сам что-то понимал, во-вторых, чтобы другие могли хоть что-то понимать — не думать, что они понимают, а понимать.
В приходских помещениях Владимирского собора начали действовать братские учреждения: Свято-Филаретовский институт (тогда — Московская высшая православно-христианская школа), огласительное училище, библиотека, иконописная мастерская, воскресная школа, детский сад, пункт распределения гуманитарной помощи, издательство журнала «Православная община».

## Полемика
Начиная с 1993 года в ряде церковных СМИ (радио «Радонеж», «Благодатный огонь» и др.) начали появляться статьи резко негативного характера. Главными оппонентами отца Георгия и братства выступали Тихон (Шевкунов), Александр Дворкин, Савва (Никифоров), протоиерей Димитрий Смирнов. Критику вызывали богослужение на русском языке, практика еженедельного Причастия, агапы, катехизация, в отношении которых оппоненты стали применять термин «неообновленчество». В ответ на негативные публикации в России и за рубежом появлялись опровержения за подписями митрополита Сурожского Антония (Блума), архиепископа Михаила (Мудьюгина), академика Сергея Аверинцева, Никиты Струве, архимандрита Зинона (Теодора) и др..
С 1993 по 1997 год отец Георгий оказался в центре двух громких скандалов, в результате которых он был снят с настоятельства сначала Владимирского собора, а затем и храма Успения в Печатниках и был запрещён в священнослужении.
9 августа 1994 года во Владимирский собор пришли монахи и миряне, с угрозами выкинули со второго этажа одного из приходских помещений хранившиеся там братские вещи, книги, иконы. Позже патриарх Алексий II написал, что считает «недопустимым принятие насильственных мер для захвата помещений, допущенных монахами подворья Псково-Печерского монастыря» (из резолюции, утверждающей протокол приходского собрания храма Успения Пресвятой Богородицы в Печатниках, от 10 октября 1994 года).
29 июня 1997 года в храме Успения Пресвятой Богородицы в Печатниках произошёл инцидент, в результате которого отец Георгий был обвинён в «совершении насилия и глумления над священником Михаилом Дубовицким». В постановлении Мещанской межрайонной прокураторы города Москвы данный инцидент описан следующим образом: в помещении ризницы «врач [скорой помощи] увидел мужчину, лежащего на полу, зовущего на помощь и читающего псалмы. По словам сторонников о. Георгия  этого священника никто не трогал, никто не применял к нему силу». Однако даже на видео, включённом в снятый телеканалом "Дождь" фильм об о. Тихоне Шевкунове, видно, что конфликт начался с замечания о. Михаила о том, что отец Георгий Кочетков служит с нарушением канонов, после чего к священнику было применено насилие, затем его затолкали в подъехавшую машину скорой помощи. Врач Шафран установил признаки «острого психического расстройства» и принял решение, согласно закону РФ «О психиатрической помощи и гарантиях прав граждан при её оказании», о недобровольной госпитализации Дубовицкого, поскольку он был в данный момент «социально опасен»… Шафран пояснил, что настоятель храма Кочетков якобы был против насильственной госпитализации, но он настоял на недобровольной госпитализации Дубовицкого. Однако на видео можно рассмотреть, что священника насильно затолкали в ризницу после замечания, которое тот сделал Кочеткову, затем насильно сорвали с него литургическое облачение и затолкали в машину скорой помощи, которая увезла его в психушку. После расследования инцидента, 9 октября 1997 года патриархом Алексием II отец Георгий был запрещён в служении и снят с должности настоятеля прихода. Тем же указом шестеро его духовных чад были отлучены от церковного общения, ещё шести было воспрещено участие в церковно-богослужебной жизни.
12 марта 2000 года патриарх Алексий II подписал указ, согласно которому были сняты прещения с бывшего настоятеля московского храма Успения Пресвятой Богородицы в Печатниках священника Георгия Кочеткова и с двенадцати его прихожан. 15 марта 2000 года в храме преподобного Сергия Радонежского в Рогожской слободе управляющий делами Московской патриархии митрополит Солнечногорский Сергий (Фомин) совершил акт примирения.

## Критика
В 1998 году была издана магистерская диссертация отца Георгия Кочеткова «Та́инственное введение в православную катехетику», а в 1999 году — «Катехизис для катехизаторов» (издание благословил и написал предисловие к нему архиепископ Михаил (Мудьюгин)). Выход этих книг стал поводом для новой волны обвинений в адрес отца Георгия.
В мае 2000 года вышел указ патриарха Алексия II об образовании комиссии по богословским изысканиям священника Георгия Кочеткова в составе семи человек: четверых преподавателей Православного Свято-Тихоновского богословского института (ПСТБИ) и троих преподавателей Московской духовной академии. Комиссию возглавил протоиерей Сергий Правдолюбов (ПСТБИ). Отец Георгий о создании, составе, ходе и результатах работы комиссии извещён не был. Обвинения комиссии были изложены в сборнике статей молодых преподавателей ПСТБИ «Суд им давно готов». Отца Георгия обвиняли во взаимоисключающих ересях и убеждениях: гностицизме, несторианстве, фригийской ереси, монофизитстве, протестантизме, атеизме. Ответ на обвинения вышел в сборнике «Все испытывайте, хорошего держитесь». Заключение комиссии, содержавшее ряд серьёзных обвинений в адрес отца Георгия Кочеткова, было дополнительно передано на рассмотрение Синодальной богословской комиссии под руководством митрополита Минского и Слуцкого Филарета (Вахромеева). Из отчета комиссии:

Президиум Синодальной Богословской Комиссии пришел к выводу, что поскольку катехизисы священника Георгия Кочеткова «Идите, научите все народы» и «В начале было Слово», а также работа «Таинственное введение в православную катехетику», содержат неправославные, двусмысленные и недопустимые по форме выражения, они не должны использоваться ни для подготовки людей к принятию Таинства св. Крещения, ни при дальнейшем вхождении новокрещеных в церковную вероучительную традицию. Президиум считает, что священнику Георгию Кочеткову следует в письменной форме заявить об отказе от использования этих текстов при катехизации и прекратить их распространение. 
Вопреки постановлению комиссии, издание и распространение книг продолжалось, как минимум, по состоянию на 2015 год. Сторонники Кочеткова активно распространяли сведения о том, что Синодальная комиссия якобы «никаких отклонений от православного вероучения не обнаружила».
В последующие годы в сети Интернет стали распространяться ложные сведения о братстве и об отце Георгии. То же делалось и в форме публичных выступлений «сектоведов» в епархиях. Пытаясь защититься от клеветы, братство выпустило несколько сборников «Христианский вестник» (№ 1—4), в которых опубликовало документы, наглядно доказывавшие невиновность отца Георгия и братства, в том числе «Объяснительную записку священника Георгия Кочеткова в связи с заключением „московской“ комиссии» и «Ответ священника Георгия Кочеткова Синодальной богословской комиссии на выработанные ею вопросы». Отец Георгий ответил на многочисленные вопросы, звучавшие за годы полемики в его адрес, в своём 4-частном подробном интервью «Мы просто делаем то, что должны делать».

Наши оппоненты надеются, что можно так нажать на нас, что мы уйдём из церкви в другую юрисдикцию. Им этого очень хочется. Один священник даже написал в одном светском журнале, что «таких надо выдавливать в раскол». Но этого не будет. Какие бы ни были у нас проблемы и трудности, мы будем там, где поставлены Богом.
Из писем архимандрита Иоанна (Крестьянкина), изданных Псково-Печерским монастырем:

Очень ценный для Вас опыт с исключенным из Семинарии «диаконом». Ко мне приезжали с горем люди, которые в свое время своим желанием и хлопотами получили себе на приход интеллигентного священника — небезызвестного теперь о. Георгия Кочеткова. И уже какие они лили слезы, оплакивая свою самость.

## Современное положение
На сегодняшний день отец Георгий Кочетков является действующим священником Русской православной церкви.
23 августа 2015 года, в день празднования 25-летия Преображенского братства, по благословению патриарха Кирилла отец Георгий Кочетков служил в храме Христа Спасителя в Москве. Во время богослужения он произнёс проповедь на воскресное Евангельское чтение. Тем не менее, по мнению сектоведа Александра Дворкина учение и практика священника Георгия Кочеткова относится к категории «Искажение православия и околоправославные секты».

## Галерея
- Митрополит Кирилл (Гундяев) и свящ. Георгий Кочетков (2007)
- Академик С. С. Аверинцев и свящ. Георгий Кочетков (1997)
- Первый «Преображенский собор» (1990)
- Конференция «20 лет катехизации в Санкт-Петербурге» (2014); слева — проф. А.М.Копировский

## Публикации
- Кочетков Георгий, свящ. Новая христианская антропология: «горизонтальное» и «вертикальное» измерение человека // Вестник Свято-Филаретовского института. — 2022. — Вып. 43. — С. 12-43. — doi:10.25803/26587599_2022_43_12.
- Кочетков Георгий, свящ., Копировский А.М. Опыт раскрытия темы «Священное Писание и Священное Предание Церкви, её писания и предания» в контексте катехизического научения современных просвещаемых // "Свет Христов просвещает всех" : Альманах Свято-Филаретовского института. — 2018. — Вып. 26. — С. 38-65.
- Кочетков Георгий, свящ. Таинство жизни человека и Церкви во Свете Божества – таинство Просвещения, или Крещения в широком и полном смысле слова // "Свет Христов просвещает всех" : Альманах Свято-Филаретовского института. — 2011. — Вып. 3. — С. 9-24.
- Кочетков Георгий, свящ. Церковь Бога Живого : Очерки общинно-братской экклезиологии. — Москва : Свято-Филаретовский православно-христианский институт, 2020. — 304 с.
- Кочетков Георгий, свящ. Вхождение в Церковь и исповедание Церкви в церкви // Вестник РСХД. — 1979. — № 128. — С. 41-85.
- Кочетков Георгий, свящ. Крещение Руси и развитие русской миссии // Вестник РХД. — 1989. — Вып. 156. — С. 5-44.
- Кочетков Георгий, свящ. Язык Церкви // Язык Церкви. — Москва : СФИ, 1997. — Вып. 1. — С. 12-21.
- Кочетков Георгий, свящ. О языке оглашения // Язык Церкви. — Москва : СФИ, 1997. — Вып. 2. — С. 52-53.
- Кочетков Георгий, свящ. «Всемирная отзывчивость» или изоляционизм? К вопросу о русской самобытности и о включении России в достойный контекст мировой истории // Православная община. — 1999. — № 52.
- Кочетков Георгий, свящ. Таинственное введение в православную катехетику. Пастырско-богословские принципы и рекомендации совершающим крещение и миропомазание и миропомазание и подготовку к ним. Диссертация на степень maitrise de theologie. — Москва : СФИ, 1998.
- Кочетков Георгий, свящ. (Миро-) помазание — литургическое таинство жизни человека и Церкви в Духе Святом — в мистагогическом цикле оглашения // "Свет Христов просвещает всех": Альманах Свято-Филаретовского института. — Вып. 7. — С. 9-27.

## Критика
- Асмус М. В. Переводческая техника о. Г. Кочеткова (по материалам «Православного богослужения…». Вып. 1, 2, 3) // «Суд им давно готов (2 Петр 2:3). О вероучении и пастырской практике священника Георгия Кочеткова.». — М: ПСТБИ, 2000. — С. 129—142.
- Давыденков О. В., свящ. Некоторые черты христологии священника Георгия Кочеткова // «Суд им давно готов (2 Петр 2:3). О вероучении и пастырской практике священника Георгия Кочеткова.». — М: ПСТБИ, 2000. — С. 35-42.
- Дворкин А. Л. Методы контролирования сознания в общине священника Георгия Кочеткова // «Суд им давно готов (2 Петр 2:3). О вероучении и пастырской практике священника Георгия Кочеткова.». — М.:ПСТБИ, 2000. — С. 143—177.
- Емельянов А. Н., иерей Эсхатология священника Георгия Кочеткова // «Суд им давно готов (2 Петр 2:3). О вероучении и пастырской практике священника Георгия Кочеткова.». — М.:ПСТБИ, 2000. — С. 64-77.
- Желтов М. С. Крещение на вулкане (о диссертационной работе иерея Г. Кочеткова «Таинственное введение в православную катехетику») // «Суд им давно готов (2 Петр 2:3). О вероучении и пастырской практике священника Георгия Кочеткова.». — М.:ПСТБИ, 2000. —
- Левшенко Б. Т., иерей Подводя итоги… // «Суд им давно готов (2 Петр 2:3). О вероучении и пастырской практике священника Георгия Кочеткова.». — М.:ПСТБИ, 2000. — С. 178—184.
- Малков П. Ю. Несколько слов по поводу дуалистического пессимизма (о космологии и антропологии о. Георгия Кочеткова) // «Суд им давно готов (2 Петр 2:3). О вероучении и пастырской практике священника Георгия Кочеткова.». — М.:ПСТБИ, 2000.
- Польсков К. О., свящ. О кочетковской «демифологизации» Евангелия // «Суд им давно готов (2 Петр 2:3). О вероучении и пастырской практике священника Георгия Кочеткова.». — М.:ПСТБИ, 2000. — С. 43-56.
- Петрушко В. И. Священник Георгий Кочетков о Вселенских Соборах и инославных сообществах, их не приемлющих // «Суд им давно готов (2 Петр 2:3). О вероучении и пастырской практике священника Георгия Кочеткова.». — М.:ПСТБИ, 2000. — С. 78-86.
- Прокопчук А. Ю., прот. О некоторых особенностях новозаветной экзегезы священника Георгия Кочеткова // «Суд им давно готов (2 Петр 2:3). О вероучении и пастырской практике священника Георгия Кочеткова.». — М.:ПСТБИ, 2000. — С. 57-63.
- Богословские изыскания священника Георгия Кочеткова: Заключения двух комиссий // Православие.ру
- Разоблачение: pro et contra
- Георгия Кочеткова — псевдоправославная секта (Свято-Филаретовский институт, Преображенское содружество малых братств, Свято-Сергиевское братство, г. Москва)